# Artabotrys pierreanus
Artabotrys pierreanus este o specie de plante angiosperme din genul Artabotrys, familia Annonaceae, descrisă de Adolf Engler. Conform Catalogue of Life specia Artabotrys pierreanus nu are subspecii cunoscute.